# Christof Schöch
Christof Schöch (* 1977 in Ulm) ist ein deutscher Literaturwissenschaftler und seit 2017 Professor für Digital Humanities an der Universität Trier.

## Leben
Er studierte Romanistik, Anglistik und Psychologie in Freiburg im Breisgau und Tours. Mit einer Arbeit über écriture descriptive im französischen Roman der zweiten Hälfte des achtzehnten Jahrhunderts wurde er 2008 bei Franziska Sick an der Universität Kassel und Michel Delon an der Université Paris-Sorbonne binational promoviert. Von 2011 bis 2017 war er am Lehrstuhl für Computerphilologie der Universität Würzburg tätig, wo er die Nachwuchsgruppe Computergestützte literarische Gattungsstilistik leitete. 2017 folgte er dem Ruf auf die W3-Professur für Digital Humanities an der Universität Trier. Dort ist er Mitglied des Trier Center for Digital Humanities.

## Schriften (Auswahl)
- mit Franziska Sick (Hrsg.): Zeitlichkeit in Text und Bild. Heidelberg 2007, ISBN 3-8253-5290-0.
- La description double dans le roman français des Lumières (1760–1800). Paris 2011, ISBN 2-8124-0347-0.